# Tonga na Letnich Igrzyskach Olimpijskich 2012
Tonga na Letnich Igrzyskach Olimpijskich 2012, które odbyły się w Londynie, reprezentowało 3 zawodników.
Był to ósmy start reprezentacji Tonga na letnich igrzyskach olimpijskich.

## Reprezentanci

### Lekkoatletyka
Mężczyźni
| Zawodnik        | Konkurencja | Eliminacje | Eliminacje | Ćwierćfinał | Ćwierćfinał | Półfinał | Półfinał | Finał | Finał   |
| Zawodnik        | Konkurencja | Wynik      | Miejsce    | Wynik       | Miejsce     | Wynik    | Miejsce  | Wynik | Miejsce |
| --------------- | ----------- | ---------- | ---------- | ----------- | ----------- | -------- | -------- | ----- | ------- |
| Joseph Andy Lui | 100 m       | 11,17      | 19.        | NQ          | NQ          | NQ       | NQ       | NQ    | NQ      |

Kobiety
| Zawodniczka   | Konkurencja    | Eliminacje | Eliminacje | Finał    | Finał   |
| Zawodniczka   | Konkurencja    | Rezultat   | Pozycja    | Rezultat | Pozycja |
| ------------- | -------------- | ---------- | ---------- | -------- | ------- |
| ʻAna Poʻuhila | Pchnięcie kulą | 15,80      | 30.        | NQ       | NQ      |

### Pływanie
Mężczyźni
| Zawodnik    | Konkurencja      | Eliminacje | Eliminacje | Półfinał | Półfinał | Finał | Finał   |
| Zawodnik    | Konkurencja      | Czas       | Miejsce    | Czas     | Miejsce  | Czas  | Miejsce |
| ----------- | ---------------- | ---------- | ---------- | -------- | -------- | ----- | ------- |
| Amini Fonua | 100 m klasycznym | 1:03,65    | 41.        |          |          |       |         |